# Pi2 Orionis
Pi2 Orionis (π2 Ori / π2 Orionis), è una stella nana appartenente alla sequenza principale, posta alla distanza di 194 anni luce dal Sistema solare, in direzione della costellazione di Orione, a sud-est di Aldebaran, nell'asterismo dello scudo di Orione. Appare come un oggetto di magnitudine 4,36.
Appartenente alla classe spettrale A1Vn, è una stella bianca di sequenza principale, con un raggio pari a due raggi solari.